# アブー・バクル
アブー・バクル・アッ＝スィッディーク（ أبو بكر الصديق、 Abū Bakr al-Ṣiddīq、573年 - 634年8月23日）は、初代正統カリフ（在位632年 - 634年）。預言者ムハンマドの最初期の教友（サハーバ）にしてムスリムのひとりであり、カリフすなわち「アッラーの使徒（ムハンマド）の代理人」（ خليفة رسول الله Khalīfat Rasūl Allāh）を名乗った最初の人物である。

## 人物
アラビア半島西部の都市マッカ（メッカ）に住むアラブ人のクライシュ族に属するタイム家の出身。ムハンマドの親戚でもある。アブー・バクルというクンヤで専ら呼ばれるが、偶像崇拝時代ムスリムになる前もともとの彼の名前はアブドゥル＝カアバ عبد الكعبة ‘Abd al-Ka‘ba （カアバの奴隷）であった。ただしイスラムは一神教で、そしてカアバは神様でなくアッラーが定めたムスリム達の団結のシンボルで、イスラームは偶像崇拝を否定していた。そして彼の名前は偶像崇拝を招く意味があったのでイスラムに改宗したときに預言者ムハンマドによってムハンマドの父の名前と同じアブドゥッラー عبد الله ‘Abd Allāh （アッラーの奴隷）に改めたと伝えられている。
「美顔の持ち主」ゆえに「アティーク」 العتيق al-‘Atīq とあだ名され（後世には同じ単語の別の意味から「（地獄の業火から）解放された者」と解釈された）、また、最初期からのムスリムで信仰心篤く、いかなる機会や事態に陥っても信仰を疑わずムハンマドがミーラージュの奇跡を語った時も真実としてこれを信じたため、「非常に誠実な者」すなわちスィッディーク الصدّيق al-Ṣiddīqという尊称（ラカブ）で呼ばれるようになった。スィッディークは能動分詞صادق ṣādiq サーディクの強意語形で常に言行が一致して誠実・嘘を言わず例外なく正直な人物を指すが、アブー・バクルの場合はムハンマドのことを一切疑わず誠実に接して従ったことからついた通称である。

## 正統カリフまでの経緯
預言者であるムハンマドの親友で、ムハンマドの近親を除く最初の入信者であったとされる。ムハンマドによるイスラーム教の勢力拡大に貢献した。娘のアーイシャをムハンマドに嫁がせたため、ムハンマドの義父にもあたる（ただし年齢はムハンマドより3歳程度若い）。632年、ムハンマドが死去した後、選挙（信者の合意）によって初代正統カリフに選出された。選出に先立って最初期からの最有力の教友で同僚でもあったウマル・ブン・アル＝ハッターブとアブー・ウバイダ・アル＝ジャッラーブのふたりが、アブー・バクルを預言者ムハンマドの後継者である代理人（カリフ、ハリーファ）として強力に推して人々に支持を求めて働きかけたため、初代カリフとなった。
アブー・バクルはムハンマドの死後、イスラーム共同体全体の合議によってムスリムたちの中から預言者ムハンマドの代理人（ハリーファ）として共同体全体を統率する指導者（イマーム）、すなわち「カリフ（ハリーファ・アル＝ラスールッラーフ）」として選出された。このようにして選ばれたのは、アブー・バクルを嚆矢としてその後に続くウマル、ウスマーン、アリーの4人であった。アリー以降はイスラーム共同体内部の対立によってシリア総督となっていたムアーウィヤが共同体全体の合意を待たずに事実上実力でカリフ位を獲得し、イスラーム共同体最初の世襲王朝であるウマイヤ朝の始祖となった。そのため、アブー・バクル、ウマル、ウスマーン、アリーの4人を指して、スンナ派では伝統的に「正統カリフ」 الخلفاء الراشدون al-Khulafā' al-Rāshidūn （「正しく導かれた代理人たち」）と呼んでいる。（後述のように、シーア派ではほとんどの場合、アリー以外の預言者ムハンマドからのイスラーム共同体の教導権（イマーム権）・代理権（カリフ権）の継承を否定している。）

## 正統カリフとしてのアブー・バクル
カリフとなったアブー・バクルは、「ムハンマドは死に、蘇ることはない」「ムハンマドは、神ではなく人間の息子であり、崇拝の対象ではない」と強調した。
しかし、かつてムハンマドに忠誠を従ったアラブ諸族の中には、その忠誠はムハンマドとの間で結ばれた個人的契約であるとして、アブー・バクルに忠誠をみせない勢力もあった。アブー・バクルはハーリド・イブン＝アル＝ワリードらの活躍によってこうした勢力を屈服させ、ムスリム共同体の分裂を阻止した（リッダ戦争）。また、イスラーム勢力拡大のためにサーサーン朝ペルシアや東ローマ帝国と交戦したが、こうした戦争を通じてムスリム共同体の結束を強める狙いもあったと推測される。
アブー・バクルは、カリフ在位わずか2年にして病のため亡くなった。そのため、一連の征服活動は2代カリフのウマル・イブン・ハッターブに受け継がれることになった。

## スンナ派、シーア派での評価
アブー・バクルはスンナ派では理想的なカリフの一人として賞賛されている。一方、シーア派では本来預言者ムハンマドの後継者であるべきだったアリーの地位を簒奪したとして、批判の対象となることもあるが、アリー本人はアブー・バクル、次はウマル、次はウスマーンの下でカージー（最高裁判長）として任務を果たした。こうした齟齬から、彼を含む歴代カリフたちの行った対外戦争はジハードの要件を満たしていないという見解がある。